# Benediktinerinnenkloster (Neuburg an der Donau)
Das ehemalige Benediktinerinnenkloster Neuburg an der Donau befand sich in der ummauerten oberen Stadt, bei der heutigen Hofkirche. Eine Gründungsurkunde ist nicht überliefert und auch das tradierte Gründungsdatum 1002 ist unsicher. Der spätere Kaiser Heinrich II. und seine Gattin Kunigunde gelten aber aufgrund ihrer Zuwendungen nach der lokalen Klostertradition als Stifterpaar. 1007 wurde das Kloster von Heinrich zusammen mit dem nahen Benediktinerinnenkloster Bergen an das von ihm gestiftete Bistum Bamberg übertragen. Die Klöster Neuburg und Bergen waren jeweils der Heiligen Jungfrau Maria und Johannes dem Evangelisten geweiht. Um 1168 entsandte auf Bitten Kaiser Friedrichs I. das Kloster Admont Nonnen nach Neuburg, um das Kloster zu reformieren. Darunter Agnes von Dießen-Wolfratshausen, die Äbtissin wurde. 
Die Vogtei über die beiden Klöster Neuburg und Bergen ging nach 1180 von Bamberg an die Wittelsbacher über. Nach 1247 befanden sich Amt Neuburg, Stadt und Klostervogtei zusammen in der Hand der bayerischen Herzöge. Das Benediktinerinnenkloster Neuburg stand fortan in engen Beziehungen zum Haus Wittelsbach. Grundherrschaften und Zehentrechte besaß die Abtei vor allem im Donauraum um Neuburg sowie nördlich bis weit in das Altmühltal und südlich bis über das Donaumoos hinaus. 1463 vernichtete ein Klosterbrand Urkunden und Aufzeichnungen. In den Jahren danach führte Äbtissin Barbara Brunner eine Reform des Klosters durch. Der Konvent zählte in den Jahren nach 1500 knapp 40 Nonnen. Von 1510 bis 1521 war Margarete von Bayern Äbtissin.

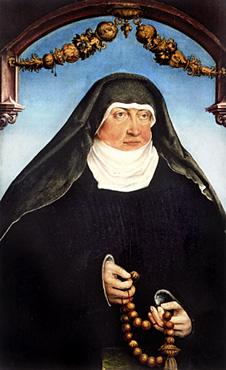
Margarethe von Bayern-Landshut

Durch die Einführung der Reformation in Neuburg durch Pfalzgraf Ottheinrich 1542 wurde das Kloster aufgelöst. Nach dem Ende der kurzen Rekatholisierung im Schmalkaldischen Krieg und dem Tod der letzten regulären Äbtissin, Magdalena Hundt von Lauterbach, übernahm die Administratorin Barbara Ringhammer die Verwaltung des Klosters. 1584 verließ sie zusammen mit den letzten Mitschwestern das Kloster für immer, um zunächst ins Kloster Kühbach und dann nach Hohenwart zu gehen.
An der Stelle des Klosters in Neuburg wurde 1622 ein Jesuitenkolleg errichtet; die Jesuiten waren 1613/14 von Wolfgang Wilhelm, 1614–1656 Herzog von Neuburg, der zum katholischen Glauben übergetreten war, in seine Residenzstadt geholt worden und hatten das leerstehende Benediktinerinnenkloster bezogen. Für ihr 1617 begründetes Gymnasium wurde 1712/15 ein neues Schulgebäude mit Kongregationsaal im 3. Obergeschoss errichtet.
Mit der Aufhebung des Jesuitenordens 1773 fiel der Besitz des Klosters an Kurfürst Karl Theodor, der 1782 hier die Großballei Neuburg des Großpriorates Bayern der Malteser einrichtete. Erster Bailli wurde Franz Albert Leopold von Oberndorff, 1799 folgte ihm Johann Baptist von Flachslanden.
Die Malteserballei wurde 1808 aufgehoben (siehe Säkularisation in Bayern).
Seit 1847 wird das Gebäude als Maria-Ward-Institut (Englische Fräulein) mit Realschule genutzt.